# Балка Оріхова
Балка Оріхова — річка в Україні, у Токмацькому й Оріхівському районах Запорізької області. Ліва притока Кінської (басейн Дніпра).

## Опис
Довжина річки 24 км, похил річки — 3,4 м/км. Площа басейну 124 км².

## Розташування
Бере початок у селі Роботине. Спочатку тече на північний захід, потім на північний схід через Новопавлівку і впадає у річку Кінську, ліву притоку Дніпра.

## Цікавий факт
- Нині від річки залишилося лише 3 загати у с. Роботине та 2 ділянки довжиною приблизно 4 км Балки Власової, лівої притоки Балки Оріхової.